# Mannequin
En mannequin (fra nederlandsk lille mand jfr. mannekeijn) er især en kvinde, der viser de nyeste modeller i beklædningsgenstande. Det kan også være en attrap, dummy, figur, gine eller en voksmannequin (en dukke/model af et menneske eller en stor del af den menneskelige krop), der er lavet for at reklamere for tøj i udstillingsvinduer og trække kunder til butikken. Materialet kan variere, men er mest plastik og glasfiber. Dukkens størrelse og realisme kan også variere. En mannequin er nok mest kendt fra modebranchen, hvor den bruges til at præsentere tøj, sko og tilbehør. Men mannequindukken bliver også brugt af kunstnere som gliedermand og af skræddere og syersker som gine til at tilpasse tøj.

## Historie
Mannequinminiaturer opstod i det 15. århundrede, hvor "Milliners 'mannequiner" blev brugt til at demonstrere mode til kunderne. Mannequiner i fuld størrelse i kurveflet kom i brug i midten af det 18. århundrede. Ståltrådsmannequiner blev fremstillet i Paris fra 1835. I midten af 1800-tallet kom de første modemannequiner, som vi kender dem i dag. De var af papmaché. Senere producerede man mannequiner af voks, for at skabe et mere levende udseende. Disse blev erstattet af et sammensat materiale lavet med gips .
I Danmark importerede møbelsnedker Ferdinand Hindsgaul mannequiner først i 1900-tallet. Under 2. verdenskrig kunne mannequiner ikke importeres, og Hindsgaul begyndte derfor sin egen produktion i Danmark.

## Bevægelige mannequiner
Det nyeste inden for mannequiner er bevægelige mannequiner i skum. De kan bøjes i mange forskellige positioner. Det giver rig mulighed for at skabe dynamiske og fleksible udstillinger. De er lavet af polyuretan skum med farvet plysoverflade.

## Brug i militæret, politiet og i medicinal branchen
Mannequindukken kan bruges i medicinske forsøg, og der er derfor udviklet mannequiner med luftveje til førstehjælps undervisning. Politiet benytter mannequiner i deres arbejde. Både til forsøg og til at genskabe gerningssteder.
I løbet af 1950'erne blev mannequiner anvendt i nukleare test for at vise virkningerne af atomvåben på mennesker.

## Højteknologiske mannequiner
Sidste nyt inden for mannequiner er de højteknologiske EyeSee dukker. De ligner almindelige mannequindukker, men har et kamera indbygget i det ene øje. Dette kamera kan registrere alder, køn og andre kendetegn ved dem, der går fordi. Disse data kan bruges til kundeanalyser og øge butikkens salg. Mannequinernes kameraer kan være forbundet med et system til ansigtsgenkendelse, der minder om politiets teknologi. Dukken koster omkring 30.000 kr. og bruges allerede i USA og nogle europæiske lande.